# 36e Groupe-brigade du Canada
Le 36e Groupe-brigade du Canada (36e GBC), plutôt connu en anglais sous le nom de 36 Canadian Brigade Group (36 CBG), est une unité de la Première réserve de l'Armée canadienne des Forces armées canadiennes. Il fait partie de la 5e Division du Canada. Son quartier général est situé à Halifax en Nouvelle-Écosse.

## Unités
Dix unités font partie de la brigade :
- The Prince Edward Island Regiment (RCAC)
- The Halifax Rifles (RCAC)
- 1st (Halifax-Dartmouth) Field Artillery Regiment, RCA
- 84 Independent Field Battery
- 45 Engineer Squadron
- The Princess Louise Fusiliers
- The West Nova Scotia Regiment
- 1st Battalion, The Nova Scotia Highlanders
- 2d Battalion, The Nova Scotia Highlanders
- 36 Service Battalion

## Annexe